# Гелевий принтер
Ге́леві при́нтери ґрунтуються на технології друку, де замість звичайних чорнил використовується фарбувальний гель, що має високу в'язкість, і завдяки цьому, дозволяє отримувати зображення. В картриджі принтера гель перебуває в рідкому стані, але при контакті з папером через свою високу в'язкість миттєво висихає.